# Kekkai Sensen
Kekkai Sensen (japanisch 血界戦線) mit dem englischen Nebentitel Blood Blockade Battlefront ist ein Manga von Yasuhiro Nightow, der zwischen 2009 und 2015 veröffentlicht wurde. Im Jahr 2015 wurde er als Anime-Fernsehserie adaptiert.
Zwischen 2015 und 2022 erschien eine Nachfolgeserie unter dem Titel Kekkai Sensen Back 2 Back; seit 2022 wird der zweite Nachfolger Kekkai Sensen Beat 3 Peat veröffentlicht.

## Handlung
Drei Jahre zuvor öffnete sich in New York ein Tor zur Anderswelt, in dessen Verlauf die Trennung zwischen beiden Welten hier aufbrach und New York zu Hellsalem’s Lot wurde, einem Schmelztiegel von Menschen und Monstern, Alltagsleben und Paranormalem. Um das Gleichgewicht zwischen Menschen und Monstern zu bewahren, wurde die Geheimgesellschaft Libra unter der Führung von Klaus von Reinhertz gegründet. Durch eine Verwechslung gerät der Photograph Leonardo Watch in diese Gesellschaft, der zuvor von einem mysteriösen Wesen die Fähigkeit eines allsehenden Auges auf Kosten des Augenlichts seiner Schwester erhielt.
Die episodenhafte Handlung erzählt die Abenteuer von Libra.

## Figuren
Leonardo Watch (レオナルド・ウォッチ, Reonarudo Wotchi)
Leonardo kam mit seiner Familie nach Hellsalem’s Lot in der Hoffnung, dass in dieser übernatürlichen Stadt eine Heilung für seine querschnittsgelähmte Schwester Michaela zu finden sei. Bei der Ankunft erschien ihnen eine mysteriöse Entität, die ihm die „künstlichen Augen der Götter“ (神々の義眼, kamigami no kigan) gab; allerdings musste Michaela dafür ihr Augenlicht opfern. Wegen einer Verwechslung durch Zapp wurde Leonardo zu einem Libramitglied.  Zwar kann er nicht wie die anderen Mitglieder kämpfen, seine Augen zeigen ihm aber die wahre Natur alles Übernatürlichen und ermöglichen es ihm, jede Illusion zu durchschauen.
Klaus von Reinhertz (クラウス・V・ラインヘルツ, Kurausu Fon Rainherutsu)
Klaus von Reinhertz ist der Anführer von Libra. Mit seiner stämmigen Figur und einem starken Unterbiss sieht er aus wie ein Tier und wirkt auf andere furchteinflößend. In Wirklichkeit liebt er es sich um Pflanzen zu kümmern, ist sehr zuvorkommend und fast schon übermäßig ehrlich. Er kämpft mit seinen Fäusten und ist ein Meister der „Brain-Grid-Stil-Blutkampftechniken“ (ブレングリード流血闘術, Buren Gurīdo-ryū Kettōjutsu), mit denen er mittels seines Blutes diverse kreuzförmige Waffen erschaffen kann, um seine Gegner zu besiegen oder zu versiegeln.
Zapp Renfro (ザップ・レンフロ, Zappu Renfuro)
Zapp Renfro, ein Mitglied von Libra, frönt dem Glücksspiel und den Frauen. Er verliert oft die Beherrschung und wird von Steven als „unverbesserlicher menschlicher Abschaum“ bezeichnet. Er versucht bei jeder sich bietenden Gelegenheit seinen Boss Klaus anzugreifen und wird von diesem zum Schutz Leonardos abgestellt. Er besitzt jedoch ein natürliches Talent für Bluttechniken, in seinem Fall der „Kagutsuchi[-Variante] der Großer-Wagen-Blutmethoden“ (斗流血法 ・カグツチ, Tōryu Keppō – Kagutsuchi), mit der er sein Blut in eine Klinge oder sich entzündende Fäden verwandeln kann.
Chain Sumeragi (チェイン・皇, Chein Sumeragi)
Chain erscheint als attraktive Frau, ist jedoch ein Verbindungsoffizier des Werwolf-Nachrichtendienstes mit Libra und wird als „unsichtbarer Werwolf“ (不可視の人狼, fukashi no jinrō) bezeichnet. Dies bezieht sich jedoch weniger auf Unsichtbarkeit im engeren Sinne, als dass sie vielmehr ihre Existenz graduell abschwächen kann, was es ihr erlaubt durchsichtig zu erscheinen oder gar durch Wände gehen zu können, wobei eine zu starke Abschwächung ihre Existenz beenden würde. Auf Grund dieser Fähigkeit ist sie für Libra hauptsächlich für geheimdienstliche Aufgaben tätig. Ihr Verhältnis zu Zapp ist wie das von Hund und Katze, während sie für Steven Gefühle hegt.
Steven A. Starphase (スティーブン・A・スターフェイズ, Sutībun Ē Sutāfeizu)
Steven ist die Nummer 2 von Libra und ein Mann mit vielen Verbindungen. Er kämpft mit Tritttechniken und ist ein Nutzer des „Esmeralda-Blutgefrierweges“ (エスメラルダ式血凍道, Esumeraruda-shiki Kettōdō), mit dem er sein Blut abkühlen und Gegner vereisen kann.
K.K. (K・K)
K.K. ist ein Mitglied von Libra, verheiratet und trägt eine Augenklappe. Sie kämpft mit Schusswaffen und ihren „954 Blood Bullet Arts“ (954血弾格闘技, 954 Buraddo Buretto Ātsu), mit denen sie ihr Blut in Elektrizität verwandeln und Gegner elektroschocken kann.
Gilbert F. Altstein (ギルベルト・F・アルトシュタイン, Giruberuto Efu Arutoshutain)
Gilbert ist Klaus’ Butler. Sein hervorstechendstes Merkmal ist, dass er am ganzen Körper bandagiert ist, allerdings besitzt er die Fähigkeit, auch schwerste Verletzungen schnell regenerieren zu können. Für Libra ist er als Informationsbeschaffer und Fahrer tätig.
Deldro Brody & Dog Hummer (デルドロ・ブローディ ＆ ドグ・ハマー, Derudoro Burōdi & Dogu Hamā)
Ein Mitglied von Libra, das den Menschen Dog und den andersweltliche Serienkiller Deldro in einem Körper vereint. Aligura liebte den mörderischen Charakter von Deldro, aber auch den attraktiven Dog, sodass sie beide kombinierte, indem sie Dogs Blut mit Deldros verflüssigtem Körper austauschte. Dies erlaubt es Dog Brodys immense Kräfte zu nutzen, der zudem als lebende Rüstung fungiert. Auf Grund ihrer Gefährlichkeit sind Brody&Hummer, wie das Mischwesen genannt wird, üblicherweise im Gefängnis verwahrt und werden nur bei Notfällen von Libra eingesetzt.
Femt (フェムト, Femuto)
Femt ist der selbsternannte „König der Verderbtheit“ (堕落王, Daraku-ō) und einer der 13 Könige, der mächtigen Wesen der Anderswelt. Er ist der Verbrecherboss von Hellsalem’s Lot und liebt Zerstörung und Chaos.
Aligura (アリギュラ, Arigyura)
Aligura gehört zu den 13 Königen. Als „Königin des Starrsinns“ (偏執王, Henshū-ō), d. h. monomanisch ist sie stets auf eine Sache fokussiert, momentan auf Brody&Hummer.
White/Mary (ホワイト, Howaito)
White tritt nur im Anime auf. Leonardo trifft auf sie in einem Friedhof in der Nähe des Krankenhauses, wo sie wegen eines Herzproblems behandelt wird. White bezeichnet sich selbst als Geist.
Black/William (ブラック, Burakku)
Black ist Whites Bruder William, der seinen Körper mit dem „König der Verzweiflung“ (絶望王, Zetsubō-ō) teilt.

## Veröffentlichung
Nach Beendigung seines Werks Trigun Maximum begann Nightow seine Arbeit an Kekkai Sensen, das zuerst als Pilotkapitel in Shūeishas Manga-Magazin Jump Square am 2. Mai 2008 (Ausgabe 6/2008) erschien, sich aber von der späteren Fassung in seiner Art unterschied und eine moderne Vampirjagdgeschichte war. Am 5. Januar 2009 (Ausgabe 2/2009) lief das erste Kapitel der Reihe an, die noch Kekkai Sensen – Mafūgai Kessha (血界戦線 -魔封街結社-) hieß, jedoch nur bis zur übernächsten Ausgabe vom 4. März 2009 (Ausgabe 4/2009), wechselte dann über ein Einzelkapitel im Schwestermagazin Jump SQ.M im Oktober 2009 (Vol. 002) in die Erstausgabe der Jump SQ.19 vom 19. Mai 2010. Das Magazin wurde jedoch am 19. Februar 2015 eingestellt, wobei ein weiteres Kapitel wieder in der Jump Square vom 4. Mai 2015 (6/2015) erschien.
Die Einzelkapitel wurden in insgesamt zehn Sammelbänden (Tankōbon) zusammengefasst:
1. Mafūgai Kessha (魔封街結社), 4. Januar 2010, ISBN 978-4-08-874723-1
2. Sekai to Sekai no Game (世界と世界のゲーム), 4. November 2010, ISBN 978-4-08-870109-7
3. Shingeki no Blood Hammer (震撃の血槌), 5. Februar 2011, ISBN 978-4-08-870228-5
4. Kenkyaku no Eden (拳客のエデン), 2. Dezember 2011, ISBN 978-4-08-870339-8
5. Z no Ichiban Nagai Hi (Zの一番長い日), 4. Juni 2012, ISBN 978-4-08-870435-7
6. Jinrō Daisakusen (人狼大作戦), 4. Dezember 2012, ISBN 978-4-08-870558-3
7. Macro no Kesshiken (マクロの決死圏), 4. Juni 2013, ISBN 978-4-08-870868-3
8. Genkai Byōtō Rises (幻界病棟ライゼズ), 4. Dezember 2013, ISBN 978-4-08-870869-0
9. Erakyōku Blues (鰓呼吸ブルース), 4. Juni 2014, ISBN 978-4-08-880078-3
10. Yōgan Genshikō (妖眼幻視行), 4. April 2015, ISBN 978-4-08-880233-6

Am 17. Juli 2015 startete in der Jump SQ.Crown eine Nachfolgeserie unter dem Titel Kekkai Sensen Back 2 Back, die ebenfalls von Nightow stammt. Zum 19. Januar 2018 wechselte die Serie in das Magazin Jump SQ.Rise, wo sie bis zum 28. April 2022 lief. Die Serie wurde auch in insgesamt 10 Sammelbänden veröffentlicht.
Eine dritte Serie mit dem Titel Kekkai Sensen Beat 3 Peat startete am 26. Oktober 2022 im Magazin Jump SQ.Rise. Die Serie wurde auch in bisher drei Sammelbänden veröffentlicht (Stand: Februar 2025).
In den USA wurde der Manga von Dark Horse Comics lizenziert, die ihn seit dem 27. September 2011 verlegen, und in Taiwan von Ever Glory Publishing.

## Adaptionen

### Anime
Studio Bones adaptiert den Manga unter der Regie von Rie Matsumoto, die auch die Tonregie übernahm, während die Drehbücher von Kazunao Furuya geschrieben wurden. Das Character Design stammt von Toshihiro Kawamoto und das der Kreaturen von Kōji Sugiura.
Die ersten elf Folgen wurden vom 5. April bis 5. Juli 2015 nach Mitternacht (und damit am vorigen Fernsehtag) auf MBS in der Kantō-Region ausgestrahlt sowie am Folgetag auf Tokyo MX in der Präfektur Tokio und per Satellit landesweit auf BS11. Die abschließende 12. Folge in Doppellänge folgte am 4. Oktober 2015 auf MBS sowie später auf BS11 und Tokyo MX.
In Nordamerika wurde die Serie von Funimation lizenziert, die sie parallel zur japanischen Ausstrahlung mit englischen Untertiteln als Simulcast streamt sowie je eine Woche später synchronisiert.
Am 29. Juli 2015 gab der deutsche Publisher KSM bekannt, dass er sich die Rechte an dem Anime gesichert habe. Eine Veröffentlichung in Deutschland war für 2016 geplant.
Eine weitere Adaption wurde am 29. November 2016 angekündigt.

#### Musik
Die jazzige Serienmusik wurde von Taisei Iwasaki komponiert, während der Vorspanntitel Hello, World! von der Rockband Bump of Chicken stammt und der Abspanntitel Sugar Song to Bitter Step (シュガーソングとビターステップ, Shugā Songu to Bitā Suteppu) von der Rockband Unison Square Garden. Die Doppel-A-Single Hello, World!/Colony, wobei zweiterer Titel das Thema des ersten Kinofilms zu Kiseijū ist, wurde am 22. April 2015 veröffentlicht und stieg auf Platz 2 der Oriconcharts ein. Die Single zum Abspanntitel erschien am 20. Mai 2015.

### Hörspiel
Im Oktober 2012 lief im Segment Vomic (Kofferwort aus voice und comic) der Sendung Sakiyomi Jum-Bang! auf TV Tokyo, in dem Manga von Shūeisha als „gesprochener Comic“ vorgestellt werden, ein Hörspiel zu Kekkai Sensen.

### Synchronisation
| Rolle               | japanischer Sprecher (Seiyū) | japanischer Sprecher (Seiyū) | deutscher Sprecher      |
| Rolle               | Hörspiel                     | Anime                        | Anime                   |
| ------------------- | ---------------------------- | ---------------------------- | ----------------------- |
| Leonardo Watch      | Ryōta Ōsaka                  | Daisuke Sakaguchi            | Felix Mayer             |
| Klaus von Reinhertz | Tarusuke Shingaki            | Rikiya Koyama                | Ingo Albrecht           |
| Zapp Renfro         | Yoshimasa Hosoya             | Kazuya Nakai                 | Uwe Thomsen             |
| Chain Sumeragi      | Seiko Yoshida                | Yū Kobayashi                 | Ann Vielhaben           |
| Steven A. Starphase | Kenji Hamada                 | Mitsuru Miyamoto             | Robert Steudtner        |
| K.K.                | —                            | Ai Orikasa                   | Christin Marquitan      |
| Deldro Brody        | —                            | Keiji Fujiwara               | Oliver Krietsch-Matzura |
| Dog Hummer          | —                            | Mamoru Miyano                | Louis Friedemann Thiele |
| Gilbert F. Altstein | Shin’ya Fukumatsu            | Banjō Ginga                  | Hans Bayer              |
| Femt                | —                            | Akira Ishida                 | Asad Schwarz            |
| Aligura             | —                            | Satomi Kōrogi                | Meri Dogan              |
| White               | —                            | Rie Kugimiya                 | Samira Jakobs           |
| Black               | —                            | Rie Kugimiya                 | Katrin Heß              |